# HMS Hannibal (1810)
Pour les autres navires du même nom, voir HMS Hannibal.
Le HMS Hannibal est un vaisseau de 74 canons en service dans la Royal Navy dans la première moitié du XIXe siècle.

## Conception et construction
Le HMS Hannibal est l'un des navires de la deuxième série de la classe Fame. Commandé le 31 janvier 1805 et construit par le chantier Henry Adams à Bucklers Hard, il est lancé en mai 1810. Long de 175 pieds (soit environ 53 m), large de 47 pieds et 6 pouces (soit environ 14,5 m) et d'un tirant d'eau de 20 pieds et 6 pouces (soit environ 6,25 m), il déplace 1 749 tons.
Le pont-batterie principal est armé avec 28 canons de 32 livres et le pont-batterie supérieur avec 28 canons de 18 livres. Le navire embarque de plus 4 canons de 12 livres et 10 caronades de 32 livres sur ses bastingages, 4 canons de 12 livres et deux caronades de 32 livres sur son gaillard d'avant et 6 caronades de 18 livres à la poupe. L'ensemble totalise 74 canons.

## Service actif
Le 26 mars 1814, l'Hannibal navigue au large de l'île de Batz avec la frégate Ebreus et le brick Sparrow lorsqu'il rencontre deux frégates françaises, la Sultane et l'Étoile. L'Hannibal, commandé par le capitaine Seymour, capture la Sultane tandis que l'Ebreus capture l'Étoile.

## Dernières années
Le HMS Hannibal est retiré du service actif en août 1825 puis détruit en décembre 1833.